# Ferrari F1 (motortillverkare)
Ferrari är det italienska formel 1-stallet Ferraris motortillverkare. Ferrarimotorer har ingått i ett antal olika formel 1-bilar genom åren. Säsongen 2008 använde, förutom det egna stallet, Force India och Toro Rosso motorerna. Säsongen 2009 är det endast det egna stallet och Toro Rosso som tävlar med Ferrarimotorer.

## F1-meriter
| 1. Storbritannien 1951 2. Tyskland 1951 3. Italien 1951 4. Schweiz 1952 5. Belgien 1952 6. Frankrike 1952 7. Storbritannien 1952 8. Tyskland 1952 9. Nederländerna 1952 10. Italien 1952 11. Argentina 1953 12. Nederländerna 1953 13. Belgien 1953 14. Frankrike 1953 15. Storbritannien 1953 16. Tyskland 1953 17. Schweiz 1953 18. Storbritannien 1954 19. Spanien 1954 20. Monaco 1955 21. Argentina 1956 22. Belgien 1956 23. Frankrike 1956 24. Storbritannien 1956 25. Tyskland 1956 26. Frankrike 1958 27. Storbritannien 1958 28. Frankrike 1959 29. Tyskland 1959 30. Italien 1960 31. Nederländerna 1961 32. Belgien 1961 33. Storbritannien 1961 34. Frankrike 1961 35. Italien 1961 36. Tyskland 1963 37. Tyskland 1964 38. Österrike 1964 39. Italien 1964 40. Belgien 1966 41. Italien 1966 42. Frankrike 1968 43. Österrike 1970 44. Italien 1970 45. Kanada 1970 46. Mexiko 1970 47. Sydafrika 1971 48. Nederländerna 1971 49. Tyskland 1972 50. Spanien 1974 51. Nederländerna 1974 52. Tyskland 1974 53. Monaco 1975 54. Belgien 1975 55. Sverige 1975 56. Frankrike 1975 57. Italien 1975 58. USA 1975 59. Brasilien 1976 60. Sydafrika 1976 61. USA West 1976 62. Belgien 1976 63. Monaco 1976 64. Storbritannien 1976 65. Brasilien 1977 66. Sydafrika 1977 67. Tyskland 1977 68. Nederländerna 1977 69. Brasilien 1978 70. USA West 1978 71. Storbritannien 1978 72. USA 1978 73. Kanada 1978 74. Sydafrika 1979 75. USA West 1979 76. Belgien 1979 77. Monaco 1979 78. Italien 1979 79. USA 1979 80. Monaco 1981 81. Spanien 1981 82. San Marino 1982 83. Nederländerna 1982 84. Tyskland 1982 85. San Marino 1983 86. Kanada 1983 87. Tyskland 1983 88. Nederländerna 1983 89. Belgien 1984 90. Kanada 1985 91. Tyskland 1985 92. Japan 1987 93. Australien 1987 94. Italien 1988 95. Brasilien 1989 96. Ungern 1989 97. Portugal 1989 98. Brasilien 1990 99. Mexiko 1990 100. Frankrike 1990 101. Storbritannien 1990 102. Portugal 1990 103. Spanien 1990 104. Tyskland 1994 105. Kanada 1995 106. Spanien 1996 107. Belgien 1996 108. Italien 1996 109. Monaco 1997 110. Kanada 1997 111. Frankrike 1997 112. Belgien 1997 113. Japan 1997 114. Argentina 1998 115. Kanada 1998 116. Frankrike 1998 117. Storbritannien 1998 118. Ungern 1998 119. Italien 1998 120. Australien 1999 121. San Marino 1999 122. Monaco 1999 123. Österrike 1999 124. Tyskland 1999 125. Malaysia 1999 126. Australien 2000 127. Brasilien 2000 128. San Marino 2000 129. Europa 2000 130. Kanada 2000 131. Tyskland 2000 132. Italien 2000 133. USA 2000 134. Japan 2000 135. Malaysia 2000 136. Australien 2001 137. Malaysia 2001 138. Spanien 2001 139. Monaco 2001 140. Europa 2001 141. Frankrike 2001 142. Ungern 2001 143. Belgien 2001 144. Japan 2001 145. Australien 2002 146. Brasilien 2002 147. San Marino 2002 148. Spanien 2002 149. Österrike 2002 150. Kanada 2002 151. Europa 2002 152. Storbritannien 2002 153. Frankrike 2002 154. Tyskland 2002 155. Ungern 2002 156. Belgien 2002 157. Italien 2002 158. USA 2002 159. Japan 2002 160. San Marino 2003 161. Spanien 2003 162. Österrike 2003 163. Kanada 2003 164. Storbritannien 2003 165. Italien 2003 166. USA 2003 167. Japan 2003 168. Australien 2004 169. Malaysia 2004 170. Bahrain 2004 171. San Marino 2004 172. Spanien 2004 173. Europa 2004 174. Kanada 2004 175. USA 2004 176. Frankrike 2004 177. Storbritannien 2004 178. Tyskland 2004 179. Ungern 2004 180. Italien 2004 181. Kina 2004 182. Japan 2004 183. USA 2005 184. San Marino 2006 185. Europa 2006 186. USA 2006 187. Frankrike 2006 188. Tyskland 2006 189. Turkiet 2006 190. Italien 2006 191. Kina 2006 192. Brasilien 2006 193. Australien 2007 194. Bahrain 2007 195. Spanien 2007 196. Frankrike 2007 197. Storbritannien 2007 198. Turkiet 2007 199. Belgien 2007 200. Kina 2007 201. Brasilien 2007 202. Malaysia 2008 203. Bahrain 2008 204. Spanien 2008 205. Turkiet 2008 206. Frankrike 2008 207. Europa 2008 208. Belgien 2008 209. Italien 2008 210. Brasilien 2008 211. Belgien 2009 212. Bahrain 2010 213. Tyskland 2010 214. Italien 2010 215. Singapore 2010 216. Korea 2010 217. Storbritannien 2011 218. Malaysia 2012 219. Europa 2012 220. Tyskland 2012 221. Kina 2013 222. Spanien 2013 223. Malaysia 2015 224. Ungern 2015 225. Singapore 2015 |

| 1. Storbritannien 1951 2. Tyskland 1951 3. Spanien 1951 4. Schweiz 1952 5. Belgien 1952 6. Frankrike 1952 7. Storbritannien 1952 8. Tyskland 1952 9. Nederländerna 1952 10. Italien 1952 11. Argentina 1953 12. Nederländerna 1953 13. Frankrike 1953 14. Storbritannien 1953 15. Tyskland 1953 16. Italien 1953 17. Argentina 1954 18. Schweiz 1954 19. Argentina 1955 20. Argentina 1956 21. Monaco 1956 22. Belgien 1956 23. Frankrike 1956 24. Tyskland 1956 25. Italien 1956 26. Belgien 1958 27. Frankrike 1958 28. Tyskland 1958 29. Marocko 1958 30. Frankrike 1959 31. Tyskland 1959 32. Italien 1960 33. Nederländerna 1961 34. Belgien 1961 35. Frankrike 1961 36. Storbritannien 1961 37. Tyskland 1961 38. Italien 1961 39. Italien 1963 40. Tyskland 1964 41. Italien 1964 42. Belgien 1966 43. Frankrike 1966 44. Italien 1966 45. Spanien 1968 46. Belgien 1968 47. Nederländerna 1968 48. Tyskland 1968 49. Frankrike 1970 50. Tyskland 1970 51. Italien 1970 52. USA 1970 53. Mexiko 1970 54. Spanien 1971 55. Nederländerna 1971 56. Storbritannien 1971 57. Spanien 1972 58. Storbritannien 1972 59. Tyskland 1972 60. Italien 1972 61. Sydafrika 1974 62. Spanien 1974 63. Belgien 1974 64. Monaco 1974 65. Nederländerna 1974 66. Frankrike 1974 67. Storbritannien 1974 68. Tyskland 1974 69. Österrike 1974 70. Italien 1974 71. Spanien 1975 72. Monaco 1975 73. Belgien 1975 74. Nederländerna 1975 75. Frankrike 1975 76. Tyskland 1975 77. Österrike 1975 78. Italien 1975 79. USA 1975 80. USA West 1976 81. Belgien 1976 82. Monaco 1976 83. Storbritannien 1976 84. USA West 1977 85. Österrike 1977 86. USA West 1978 87. Monaco 1978 88. USA West 1979 89. Monaco 1979 90. San Marino 1981 91. Kanada 1982 92. Tyskland 1982 93. Italien 1982 94. USA West 1983 95. San Marino 1983 96. Detroit 1983 97. Kanada 1983 98. Storbritannien 1983 99. Tyskland 1983 100. Österrike 1983 101. Sydafrika 1983 102. Belgien 1984 103. Brasilien 1985 104. Portugal 1987 105. Japan 1987 106. Australien 1987 107. Storbritannien 1988 108. Frankrike 1990 109. Storbritannien 1990 110. Portugal 1990 111. Tyskland 1994 112. Italien 1994 113. Portugal 1994 114. Belgien 1995 115. San Marino 1996 116. Monaco 1996 117. Frankrike 1996 118. Ungern 1996 119. Kanada 1997 120. Frankrike 1997 121. Ungern 1997 122. Italien 1998 123. Luxemburg 1998 124. Japan 1998 125. Kanada 1999 126. Malaysia 1999 127. Japan 1999 128. Storbritannien 2000 129. Spanien 2000 130. Monaco 2000 131. Kanada 2000 132. Frankrike 2000 133. Ungern 2000 134. Italien 2000 135. USA 2000 136. Japan 2000 137. Malaysia 2000 138. Australien 2001 139. Malaysia 2001 140. Brasilien 2001 141. Spanien 2001 142. Österrike 2001 143. Kanada 2001 144. Europa 2001 145. Storbritannien 2001 146. Ungern 2001 147. USA 2001 148. Japan 2001 149. Australien 2002 150. Malaysia 2002 151. San Marino 2002 152. Spanien 2002 153. Österrike 2002 154. Tyskland 2002 155. Ungern 2002 156. Belgien 2002 157. USA 2002 158. Japan 2002 159. Australien 2003 160. Brasilien 2003 161. San Marino 2003 162. Spanien 2003 163. Österrike 2003 164. Storbritannien 2003 165. Italien 2003 166. Japan 2003 167. Australien 2004 168. Malaysia 2004 169. Bahrain 2004 170. Spanien 2004 171. Europa 2004 172. USA 2004 173. Tyskland 2004 174. Ungern 2004 175. Italien 2004 176. Kina 2004 177. Japan 2004 178. Brasilien 2004 179. Ungern 2005 180. Bahrain 2006 181. San Marino 2006 182. Monaco 2006 183. USA 2006 184. Frankrike 2006 185. Turkiet 2006 186. Japan 2006 187. Brasilien 2006 188. Australien 2007 189. Malaysia 2007 190. Bahrain 2007 191. Spanien 2007 192. Frankrike 2007 193. Europa 2007 194. Turkiet 2007 195. Belgien 2007 196. Brasilien 2007 197. Malaysia 2008 198. Spanien 2008 199. Turkiet 2008 200. Monaco 2008 201. Frankrike 2008 202. Europa 2008 203. Italien 2008 204. Singapore 2008 205. Brasilien 2008 206. Italien 2010 207. Singapore 2010 208. Storbritannien 2012 209. Tyskland 2012 210. Singapore 2015 |

| 1. Schweiz 1952 2. Belgien 1952 3. Frankrike 1952 4. Storbritannien 1952 5. Tyskland 1952 6. Nederländerna 1952 7. Italien 1952 8. Argentina 1953 9. Nederländerna 1953 10. Storbritannien 1953 11. Tyskland 1953 12. Schweiz 1953 13. Argentina 1954 14. Storbritannien 1954 15. Storbritannien 1954 16. Italien 1954 17. Argentina 1956 18. Monaco 1956 19. Frankrike 1956 20. Tyskland 1956 21. Frankrike 1957 22. Monaco 1958 23. Belgien 1958 24. Frankrike 1958 25. Storbritannien 1958 26. Portugal 1958 27. Italien 1958 28. Tyskland 1959 29. Italien 1959 30. Belgien 1960 31. Italien 1960 32. Monaco 1961 33. Belgien 1961 34. Frankrike 1961 35. Tyskland 1961 36. Italien 1961 37. Monaco 1963 38. Storbritannien 1963 39. Tyskland 1963 40. Tyskland 1964 41. Italien 1964 42. Monaco 1966 43. Belgien 1966 44. Frankrike 1966 45. Italien 1966 46. Nederländerna 1970 47. Tyskland 1970 48. Österrike 1970 49. Österrike 1970 50. Italien 1970 51. Kanada 1970 52. USA 1970 53. Mexiko 1970 54. Sydafrika 1971 55. Spanien 1971 56. Nederländerna 1971 57. USA 1971 58. Spanien 1972 59. Tyskland 1972 60. Italien 1972 61. Argentina 1974 62. Brasilien 1974 63. Spanien 1974 64. Storbritannien 1974 65. Österrike 1974 66. Kanada 1974 67. Belgien 1975 68. Sverige 1975 69. Nederländerna 1975 70. Storbritannien 1975 71. Tyskland 1975 72. Italien 1975 73. Sydafrika 1976 74. USA West 1976 75. Belgien 1976 76. Monaco 1976 77. Frankrike 1976 78. Storbritannien 1976 79. Nederländerna 1976 80. USA West 1977 81. Tyskland 1977 82. Nederländerna 1977 83. Argentina 1978 84. Brasilien 1978 85. Frankrike 1978 86. Sydafrika 1979 87. USA West 1979 88. Spanien 1979 89. Belgien 1979 90. Tyskland 1979 91. Nederländerna 1979 92. San Marino 1981 93. Las Vegas 1981 94. San Marino 1982 95. Kanada 1982 96. Kanada 1983 97. Tyskland 1983 98. Nederländerna 1983 99. Belgien 1984 100. Nederländerna 1984 101. Europa 1984 102. San Marino 1985 103. Monaco 1985 104. Portugal 1987 105. Spanien 1987 106. Australien 1987 107. Brasilien 1988 108. Belgien 1988 109. Italien 1988 110. Portugal 1988 111. Mexiko 1989 112. Storbritannien 1989 113. Ungern 1989 114. Portugal 1989 115. Mexiko 1990 116. Frankrike 1990 117. Storbritannien 1990 118. Belgien 1990 119. Australien 1990 120. USA 1991 121. Monaco 1991 122. San Marino 1995 123. Monaco 1995 124. Italien 1995 125. Spanien 1996 126. Italien 1996 127. Monaco 1997 128. Frankrike 1997 129. Storbritannien 1997 130. San Marino 1998 131. Kanada 1998 132. Storbritannien 1998 133. Ungern 1998 134. Belgien 1998 135. Japan 1998 136. Australien 1999 137. San Marino 1999 138. Spanien 1999 139. Kanada 1999 140. Malaysia 1999 141. Japan 1999 142. Australien 2000 143. Brasilien 2000 144. Europa 2000 145. Tyskland 2000 146. Belgien 2000 147. Australien 2001 148. Spanien 2001 149. Belgien 2001 150. San Marino 2002 151. Spanien 2002 152. Österrike 2002 153. Monaco 2002 154. Europa 2002 155. Storbritannien 2002 156. Tyskland 2002 157. Ungern 2002 158. Belgien 2002 159. Italien 2002 160. USA 2002 161. Japan 2002 162. Malaysia 2003 163. Brasilien 2003 164. San Marino 2003 165. Spanien 2003 166. Österrike 2003 167. Storbritannien 2003 168. Italien 2003 169. USA 2003 170. Australien 2004 171. Bahrain 2004 172. San Marino 2004 173. Spanien 2004 174. Monaco 2004 175. Europa 2004 176. Kanada 2004 177. USA 2004 178. Frankrike 2004 179. Storbritannien 2004 180. Ungern 2004 181. Italien 2004 182. Kina 2004 183. Japan 2004 184. San Marino 2005 185. Monaco 2005 186. USA 2005 187. Europa 2006 188. Spanien 2006 189. Monaco 2006 190. USA 2006 191. Frankrike 2006 192. Tyskland 2006 193. Ungern 2006 194. Turkiet 2006 195. Brasilien 2006 196. Australien 2007 197. Bahrain 2007 198. Spanien 2007 199. USA 2007 200. Frankrike 2007 201. Storbritannien 2007 202. Europa 2007 203. Ungern 2007 204. Turkiet 2007 205. Belgien 2007 206. Kina 2007 207. Brasilien 2007 208. Spanien 2008 209. Turkiet 2008 210. Monaco 2008 211. Kanada 2008 212. Frankrike 2008 213. Storbritannien 2008 214. Ungern 2008 215. Europa 2008 216. Belgien 2008 217. Italien 2008 218. Singapore 2008 219. Japan 2008 220. Brasilien 2008 221. Monaco 2009 222. Bahrain 2010 223. Storbritannien 2010 224. Italien 2010 225. Singapore 2010 226. Korea 2010 227. Australien 2011 228. Storbritannien 2011 229. Ungern 2011 230. Kina 2012 231. Monaco 2012 232. Spanien 2013 233. Tyskland 2013 234. Abu Dhabi 2013 235. Monaco 2014 236. Bahrain 2015 237. Kanada 2015 238. Ryssland 2015 |